# Fernando Platas
Fernando Platas (n. 16 martie 1973, Ciudad de México, Mexic) este un săritor în apă ce a reprezentat Mexic, medaliat olimpic. A participat la 4 ediții ale Jocurilor Olimpice (1992, 1996, 2000, 2004) în care a câștigat o medalie de argint.